# Ammophila nasalis
Ammophila nasalis es una especie de avispa del género Ammophila, familia Sphecidae.

## Taxonomía
Fue descrito por primera vez en 1895 por Provancher.